# Palaeeudyptes marplesi
Palaeeudyptes marplesi är en utdöd fågel i familjen pingviner inom ordningen pingvinfåglar. Den beskrevs 1952 utifrån fossila lämningar från eocen funna i Nya Zeeland.